# Bremen 1860
Der Allgemeine Turn- und Sportverein Bremen von 1860, kurz Bremen 1860 ist ein Sportverein aus Bremen-Schwachhausen, er hat (Stand: 12. Mai 2016) 6.407 Mitglieder.
Die Fußballabteilung hat sich durch Fusion 1998 vom Verein abgetrennt. Bremen 1860 gewann die Deutsche Fußball-Amateurmeisterschaft 1951.

## Geschichte

### 1860 bis 1918
Den Allgemeine Bremer Turnverein von 1860 (ABTV) gründete am 28. September 1860 der Kaufmann Edmund Pavenstedt für Kaufleute und eher bürgerliche Einwohner. 1860 bis 1874 besaß er eine Turnhalle beim Herdentorsfriedhof (An der Weide) und danach Auf den Häfen Nr. 66. Auf Grund der Sportanlagen erlebte der Verein einen starken Aufschwung. Die Mitgliederzahl stieg rasch von 63 auf 482 Mitglieder. Der ABTV war der Mittelpunkt der Turnerei in Bremen. Das Sportangebot erweiterte sich 1862 auf Boxen, 1890 auf Fechten und ab 1920 auf Handball.
Am 29. März 1891 wurde dann der Bremer SC (BSC) als Fußballverein gegründet; bald einer der größten Fußballvereine in Norddeutschland.
1910 konnte der ABTV den ersten Sportplatz auf der Pauliner Marsch eröffnen.

### 1919 bis 1945

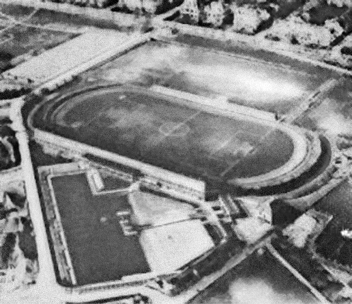
Die ABTS-Kampfbahn, unten links das Stadionbad (Aufnahme von 1928)

Nach dem Krieg stimmte der Vorstand einer Fusion mit dem Schwimmclub 1885 sowie dem Allgemeinen Bremer TV zur ABTS Bremen 1860 zu.
Das erste Spielhaus in der Pauliner Marsch entstand 1927. 1926 wurde die ABTS-Kampfbahn, ein Stadion mit großer Beton-Tribüne und Vorläufer des späteren Weserstadions eingeweiht. Bestandteil der Sportanlage war ein Freibad, das direkt ans Stadion angrenzende und bereits 1925 fertiggestellte Stadionbad mit 100-Meter-Becken und Sprungturm. Das erste Fußballspiel der ABTS in ihrer ABTS-Kampfbahn gegen Düsseldorf 99 wurde jedoch mit 0:4 verloren. 1929 musste die ABTS-Kampfbahn wegen hoher Schulden an den Verein Weser-Stadion übergeben werden. Seitdem spielt der SV Werder hier.
Aufgrund der finanziellen Schwächen musste die ABTS sich in Bremer Sportfreunde umbenennen, konnte den Spielbetrieb aber fortführen.

### Nach 1945
1946 fusionierten der Allgemeinen Bremer Turnverein (ABTV) und die Bremer Sportfreunde (vormals Bremer SC 1891) und nannten sich nun Allgemeiner Turn- und Sportverein  Bremen von 1860 (ATSB). Unter diesem Namen wurde die Fußballabteilung 1951 erster deutscher Fußball-Amateur-Meister.
1960 waren die Sportanlagen in der Pauliner Marsch zu klein. Erweiterungen waren nicht mehr möglich. 1963 wurde in Schwachhausen am Baumschulenweg eine erste Dreifach-Halle bereitgestellt. Die Anlagen in der Pauliner Marsch wurden 1998 aufgegeben. Auf dem Gelände am Baumschulenweg fanden die baulichen Erweiterungen statt. Hier befindet ist sich heute (2013) der Kern des Vereins.

## Sportangebote
Zu den heutigen 33 Sportangeboten zählen u. a. Badminton, Basketball, Fechten, Handball, Judo, Leichtathletik, Rhythmische Sportgymnastik, Rugby, Tischtennis, Turnen, Volleyball und Bogenschießen.
Bremen 1860 ist Bremens größter Basketball- und Rugbyverein. Im Rugby spielt Bremen 1860 2016/17 in der 2. Rugby-Bundesliga. Die ersten Basketballherren und die Damen spielen 2012/13 in der Oberliga. Die erste Volleyball-Männermannschaft spielt seit 2018 in der Dritten Liga West.

## Fußballvergangenheit

### 1891 bis 1918
1891 wurde der Bremer SC (BSC) gegründet. Er war einer von 86 Vereinen die 1900 an der Gründungsversammlung des Deutschen Fußball-Bunds teilnahmen. Vertreten wurde er hier durch Walter Sommermeier. Die Bremer Vereine traten aber erst 1905 dem Deutschen Fußball-Bund bei.
Der Verein war Gründungsmitglied im von 1899 bis 1907 bestehenden Verband Bremer Fußball-Vereine und spielte dort immer in der höchsten Klasse. In der Frühzeit war der BSC der führende Fußballverein Bremens. Von 1900 bis 1902, 1905 und 1907 gewann er die Stadtmeisterschaft und qualifizierte sich ab 1906 auch mehrmals für die Norddeutsche Meisterschaft.
1913 verlor der BSC seine Bremer Führungsrolle und wurde von Werder Bremen abgelöst. Denn Werder und nicht der BSC qualifizierte sich für die Verbandsliga Norddeutschland. Doch schon nach einem Jahr gelang der Aufstieg, während Werder wieder abstieg. Der Erste Weltkrieg verhinderte jedoch die Rückkehr in die erste Liga. 1919 wurde der BSC Norddeutscher Vizemeister (0:2 im Endspiel gegen die Kriegsspielgemeinschaft Victoria/88 aus Hamburg).

### 1919 bis 1945
1920 konnte der Verein in das Halbfinale der Norddeutschen Meisterschaft einziehen, ehe dort der SV Arminia Hannover mit 3:1 für das Ausscheiden sorgte. Insgesamt allerdings hatte man die Führungsrolle an Werder verloren und auch andere Klubs schickten sich an, 1860 zu überholen. Ab 1925 kam der Verein dann wieder in Bewegung. Für Schlagzeilen sorgte eine Amerikareise und zudem wollte der Verein ein großes Stadion bauen. Schon ein Jahr später eröffnete man die ABTS-Kampfbahn. Allerdings war der Verein durch den Bau so gut wie pleite, nach drei Jahren verließ man das Stadion und spielte wieder auf der Pauliner Marsch, nicht weit entfernt.
1930 war der Verein das letzte Mal in der Endrunde um die Norddeutsche Fußballmeisterschaft, doch wie zehn Jahre zuvor schied man gegen den SV Arminia Hannover aus. Durch den fünften Platz in der Oberliga Weser-jade der Norddeutschen Fußballmeisterschaft 1932/33 verpasste der Verein die qualifikation zur Gauliga Niedersachsen und spielte fortan in der zweitklassigen Fußball-Bezirksklasse Bremen. Durch eine Umstrukturierung der Sportgaue gelang den Bremer Sportfreunden durch den zweiten Platz der 1. Klasse Bremen 1941/42 der Aufstieg in die erstklassige Gauliga Weser-Ems.
Bremen 1860, kurz 1860 genannt, spielte nach dem Zweiten Weltkrieg in der Amateurliga Bremen, der damals bundesweit zweithöchsten Klasse. 1951 errang der Verein die deutsche Amateurmeisterschaft. Schließlich erreichte der ATSV das Endspiel, das im Olympiastadion Berlin vor dem Endspiel der Vertragsspieler als Doppelveranstaltung ausgetragen wurde. Der Partie gegen den Karlsruher FV wohnten 70.000 Zuschauer bei. Bremen 1860 spielte in der Besetzung Ernst Kraatz, Herbert Otten (Torwart), Helmut Stehmeier, Herbert Scherrer, Arnold Neuhauss, Werner Meseberg, Helmut Neumann, Karl Heinz Nagel, Willi Schröder, Friedrich Körner und Herbert Haase.

1860, führte souverän 3:0, als man auf zwei verletzte Spieler verzichten musste und die Karlsruher noch auf 3:2 herankamen. Am Ende war der Sieg glücklich.
 Für den Gewinn der Deutschen Meisterschaft wurde 1860 von Bundespräsident Theodor Heuss mit dem Silbernen Lorbeerblatt ausgezeichnet.
Eine Saison später wurde 1860 ungeschlagen und mit dem Torverhältnis von 129:16 Bremer Meister. In der Aufstiegsrunde fehlte jedoch ein Punkt zum Aufstieg. Nach der Saison wechselte Willi Schröder zum Hamburger SV. Die Meisterschaft konnte verteidigt werden. In der Aufstiegsrunde fehlte wieder ein Punkt. Ein Jahr später scheiterte 1860 zum dritten Mal hintereinander in der Aufstiegsrunde.
Das Ende des Fußballs innerhalb des Vereins ergab sich, dass der Verein zu einem Großverein geworden war und die Fußballabteilung deshalb den Verein verließ und mit dem BBV Union zum FC Union 60 Bremen fusionierte.
Die Fußballleistungen bis 1998, dem Ende der Fußballabteilung:
| Von bis   | Liganame               | Ligalevel |
| --------- | ---------------------- | --------- |
| 1919–1920 | Kreisliga Bremen       | 1         |
| 1920–1921 | Südkreisliga           | 1         |
| 1921–1924 | Kreisliga Westkreis    | 1         |
| 1924–1928 | Bezirksliga Weser/Jade | 1         |
| 1929–1933 | Oberliga Weser/Jade    | 1         |
| 1933–1942 | Bezirksliga Bremen     | 1         |
| 1942–1945 | Gauliga Weser/Ems      | 1         |
| 1949–1963 | Amateurliga            | 2         |
| 1963–1968 | Landesliga Bremen      | 3         |
| 1968–1970 | Verbandsliga Bremen    | 4         |
| 1970–1974 | Landesliga Bremen      | 3         |
| 1974–1976 | Landesliga Bremen      | 5         |
| 1978–1986 | Landesliga Bremen      | 5         |
| 1986–1987 | Verbandsliga Bremen    | 4         |
| 1987–1988 | Landesliga Bremen      | 5         |
| 1991–1993 | Landesliga Bremen      | 5         |
| 1994–1996 | Verbandsliga Bremen    | 6         |
| 1996–1998 | Bezirksliga Bremen     | 7         |

## Größte Erfolge
- Deutscher Amateurmeister 1951
- 1. Liga 1919–1933
- 2. Liga 1933–1942, sowie 1949–1963

## Personen
- Antonia Bethke (* 1993), Rhythmische Sportgymnastik
- Katharina Gerling, Rhythmische Sportgymnastik
- Selma Grieme (1910–1999), Leichtathletin im Fünfkampf
- Natalie Hermann (* 1999), Rhythmische Sportgymnastik
- Bernd Rosenberger (* 1947), Fußballspieler
- Willi Schröder (1928–1999), Fußballer in der Jugend
- Julia Stavickaja (* 1997), Rhythmische Sportgymnastik
- Imke Turner (* 1963), vielfache Deutsche- (10×), Europa- und Weltmeisterin (5×), zuletzt 2019 im Taekwondo, Disziplin Technik
- Aleksandra Zapekina (* 1991), Rhythmische Sportgymnastik